# Hellyethira allynensis
Hellyethira allynensis är en nattsländeart som beskrevs av Wells 1979. Hellyethira allynensis ingår i släktet Hellyethira och familjen smånattsländor. Inga underarter finns listade i Catalogue of Life.